# Periophthalmodon schlosseri
Periophthalmodon schlosseri és una espècie de peix de la família dels gòbids i de l'ordre dels perciformes.
Es tracta d'una espècie molt adaptada a la vida terrestre: és un peix amfibi, ja que té la capacitat de respirar aire. De fet, presenta trets semblants als amfibis que són fruit d'una evolució convergent, ja que s'ha adaptat per dur a terme funcions similars tot i que el seu origen és independent.

## Morfologia
Té una llargada d'entre 8 i 20 cm però s'han trobat alguns mascles que arriben als 27cm.
El cos és de color marró fosc i té dues línies negres que s'estenen des de cada ull fins a la cua. Presenta taques de color blanc-blavós a les galtes i als laterals del cos. L'aleta dorsal anterior és d'un to vermellós-marró mentre que la posterior és d'un color fosc. Ambdues presenten un marge blanc-crema.
Un tret distintiu de l'animal són els ulls arrodonits i grans a la part superior del cap. Quan neda amb el cap fora l'aigua, assoleix una visió de fins a 360°. Aquest peix disposa d'unes cambres branquials especials, que es bloquegen quan surt de l'aigua per tal que no es col·lapsin.
Fa petits salts mentre manté el cos rígid i, gràcies a les aletes pectorals es sacseja cap endavant, tot deixant rastres típics al fang. Té unes aletes pèlviques adaptades, que li permeten quedar subjectat en superfícies verticals. A més a més, pot arrossegar-se per sobre de pedres i arrels. Curiosament, es pot moure més ràpid en superfície terrestre que per l'aigua.

## Alimentació
P. schlosseri és un peix carnívor que s'alimenta bàsicament d'insectes, cucs, crancs i bivalves.

## Hàbitat
És un peix de clima tropical i demersal que viu entre 0-2 m de fondària. Habita al mar, en estuaris, zones baixes dels rius i aiguamolls. Excava caus al fang, fet que comporta una gran despesa energètica. Tot i així, li és necessari per a quedar protegit dels depredadors, evitar dessecació en temperatures extremament altes així com incubar els ous. De fet, el més típic és que al cau hi hagi una cambra especial per dipositar-hi els ous.

## Distribució geogràfica
Viu a l'indo-oest del Pacífic: Singapur, Bedok, Changi, Pulu Obi, Pulu Obi, Pulu ayer Merbau, Banka, Sumatra, Java, Jakarta, Madura, Borneo, Celebes, Ambon, Waigeu, Nove Guinea, Índia, Malàsia, Sarawak i Tailàndia.

## Altres característiques

### Respiració
P. schlosseri, a diferència de la majoria de peixos, té la capacitat de respirar dins i fora de l'aigua.
Sota l'aigua, ho fa a través de les cambres branquials, igual que la resta. Quan és a la superfície terrestre, però, pot absorbir aire oxigenat gràcies a unes membranes molt riques en sang col·locades a la part posterior de la boca i la cavitat bucofaríngea. A més a més, la pell, que és rica en capil·lars sanguinis també pot absorbir aire sempre que estigui humida. En medi terrestre, les cambres branquials retenen aigua que caldrà reomplir amb aigua fresca cada cert temps. Per tant, el peix no pot romandre lluny de l'aigua molta estona però tampoc pot estar-se dins d'aquesta de forma indefinida. 
És interessant el fet que, P. schlosseri pugui viure en situacions en què l'aigua està desoxigenada. Això és gràcies a la capacitat d'acumular aire al seu cau. Aquests tenen aproximadament uns 125 cm de profunditat i es troben plens d'aigua. Just abans que el peix emergeixi i entri al cau, infla la cavitat bucofaríngea amb aire de fora i l'allibera a mesura que es submergeix. Immediatament després, surt a la superfície d'on agafa un altre glop d'aire i entra de nou al cau. Aquesta acumulació d'aire oxigenat serveix com a reservori pels embrions, que no sobreviurien en condicions hipòxiques.
Avui en dia se sap que P. schlosseri, mentre tingui aire accessible, rarament fa servir la respiració aquàtica a través de les brànquies. De fet, els sensors d'oxigen de l'epiteli de la superfície que dictaminen la necessitat de respirar aire, tenen un paper predominant, per sobre dels sensors d'oxigen de les brànquies o la sang. 

### Regulació dels nivells tissulars d'amoni
L'aigua del cau on habita el peix sol ser hipòxica i amb nivells d'amoni molt elevats. Per aquest motiu, l'organisme ha desenvolupat un sistema per a mantenir els nivells d'amoni dels teixits i fer front a l'elevada concentració aquàtica de l'ió: per una banda, un epiteli molt vascularitzat, amb distàncies de difusió entre l'aire i la sang molt petites i per l'altra, un epiteli branquial densament ocupat per cèl·lules molt riques en mitocondris. La concentració d'amoni és constant gràcies al transport actiu de l'ió a través de les cèl·lules riques en mitocòndries, que tenen intercanviadors de Na/H+ (NH4+) a la part apical i ATPases Na/K+(NH4+) a la membrana basolateral.
El CO2 i l'excreció de protons causen una acidificació del cau que redueix la toxicitat de l'amoni. 
La pell de P. schlosseri presenta una elevada concentració d'àcids grassos saturats i colesterol, que disminueixen la fluïdesa de membrana i la permeabilitat a gasos (com l'amoni).  
Així doncs, l'influx d'amoni es veu disminuït per:
1. L'acidificació de l'ambient
2. Baixa permeabilitat de la pell per NH3

D'aquesta manera, el peix pot mantenir els nivells d'amoni mitjançant l'excreció activa de l'ió, encara que es trobi en una elevada concentració en l'aigua. 